# Orient (manga)
Orient (オリエント?, Oriento) è un manga scritto e disegnato da Shinobu Ōtaka serializzato su Weekly Shōnen Magazine dal 30 maggio 2018 e su Bessatsu Shōnen Magazine dal 9 febbraio 2021. Dal 6 gennaio al 27 marzo 2022 viene trasmesso su TV Tokyo e AT-X un adattamento anime del manga.

## Media

### Manga
Il manga venne scritto e disegnato da Shinobu Ōtaka e distribuito in due riviste della casa editrice Kodansha: la prima fu Weekly Shōnen Magazine dal 30 maggio 2018 al 6 gennaio 2021; la seconda è Bessatsu Shōnen Magazine dal 9 febbraio 2021 al 9 ottobre 2024. 

#### Volumi
| 1  | 17 agosto 2018 | ISBN 978-4-06-512725-4 |
| 1  | Capitoli (traduzioni letterali dei titoli) - 1. Musashi e Kojiro (武蔵と小次郎?, Musashi to Kojirō) - 2. Dio selvaggio (荒ぶる神?, Araburukami) - 3. La squadra di samurai (武士団?, Bushi-dan) - 4. L'ala della gru del cielo azzurro (碧天鶴翼?, Ao Sora Kakuyoku) |                        |
| 2  | 17 ottobre 2018 | ISBN 978-4-06-513070-4 |
| 2  | Capitoli (traduzioni letterali dei titoli) - 5. L'ora della vittoria (勝ち鬨?, Kachidoki) - 6. Rimostranza (文句?, Monku) - 7. Unificazione sotto i cieli (天下統一?, Tenka Tōitsu) - 8. Il mondo esterno (外の世界?, Soto no sekai) - 9. Trappola (罠?, Wana) - 10. Il samurai Kosameda (小雨田武士団?, Kosameda bushi-dan) - 11. Dalla tua parte (側にいるよ?, Soba ni iru yo) - 12. Ronzio (ぐちゃぐちゃ?, Guchagucha) - 13. Il momento è ora (今がその時?, Ima ga sonotoki) |                        |
| 3  | 17 dicembre 2018 | ISBN 978-4-06-513487-0 |
| 3  | Capitoli (traduzioni letterali dei titoli) - 14. Fronte unito (共闘?, Kyōtō) - 15. La gabbia invisibile (見えない檻?, Mienai ori) - 16. Io scelgo il domani (明日を選ぶ?, Ashita o erabu) - 17. Più forte (もっと強く?, Motto tsuyoku) - 18. In tre (三つ巴?, Mitsudomoe) - 19. Spada (刀?, Katana) - 20. Cani senza nome (名もなき犬?, Na mo naki inu) - 21. Il samurai Kanemaki (鐘巻武士団?, Kanemaki bushi-dan) - 22. Il giudizio della spada (刀の試し?, Katana no tameshi) |                        |
| 4  | 15 marzo 2019 | ISBN 978-4-06-514444-2 |
| 4  | Capitoli (traduzioni letterali dei titoli) - 23. Il colore dell'anima (魂の色?, Tamashī no iro) - 24. Non si può respirare sott'acqua (水中で呼吸はできない?, Suichū de kokyū wa dekinai) - 25. Rekku Yaezakura (裂空八重桜?) - 26. Le origini di Musashi (武蔵の生い立ち?, Musashi no oitachi) - 27. Finalmente ti ho incontrato (やっと会えた?, Yatto Aeta) - 28. La dea dell'ossidiana (黒曜の女神?, Kokuyō no Megami) - 29. Conversazione con una dea (女神との対話?, Megami to no Taiwa) - 30. Vivere come un morto (死人のように生きる?, Shibito no yō ni ikiru) - 31. Cacciatore di spade (刀狩り?, Katana Kari) - 32. Lo stile di vita del samurai (武士の生き方?, Bushi no ikikata)                     |                        |
| 5  | 17 giugno 2019 | ISBN 978-4-06-515085-6 |
| 5  | Capitoli (traduzioni letterali dei titoli) - 33. Anima senza grazia (ブサイクな魂?, Busaikuna tamashī) - 34. Il significato di una squadra di samurai (武士団とは?, Bushi-dan to wa) - 35. Sette spade a nove code (九尾七錠刀?, Kyūbi nanajō katana) - 36. 7 vs 3 (7対3?, 7 Tai 3) - 37. A capofitto (真っ逆さま?, Massakasama) - 38. Il potere dell'ossidiana (黒曜の覚醒?, Kokuyō no Kakusei) - 39. Il potere della dea (女神の力?, Megami no Chikara) - 40. Pioggia di meteore (流星群の一撃?, Ryūsei-gun no ichigeki) - 41. Coloro che vivono nella spada (刀に宿るもの?, Katana ni yadoru mono) - 42. Oltre questo sentiero (この道の先に?, Kono michi no saki ni)                                         |                        |
| 6  | 16 agosto 2019 | ISBN 978-4-06-515696-4 |
| 6  | Capitoli (traduzioni letterali dei titoli) - 43. Riunione oscura (黒の会合?, Kuro no kaigō) - 44. C'è un'altra persona (もう一人いる?, Mōhitori iru) - 45. Barriera (壁?, Kabe) - 46. L'inizio del dio demone (はじまりの鬼神?, Hajimari no kishin) - 47. Il castello del drago viola (紫龍城?, Murasaki ryū jō) - 48. Squadra di samurai (上杉武士団?, Uesugi takeshi-dan) - 49. Gli oni annidati ad Awaji (淡路に巣食う鬼?, Awaji ni sukuu oni) - 50. L'uomo tatuato (刺青男?, Shisei otoko) - 51. Lavori forzati (タコ部屋?, Takoheya) - 52. Tre sfidanti (三すくみ?, Sansukumi) |                        |
| 7  | 15 novembre 2019 | ISBN 978-4-06-517160-8 |
| 7  | Capitoli (traduzioni letterali dei titoli) - 53. Il gioco di spada di Shimazu (島津の剣技?, Shimazu no Kengi) - 54. La squadra di Shimazu (島しま津づ小しょう隊たい?, Shimazu Shōtai) - 55. Yataro Inuda (犬いぬ田だ 八や咫た郎ろう?, Inuda Yatarō) - 56. Umiliazione sulla nave (船せん上じょうの屈くつ辱じょく?, Senjō no Kutsujoku) - 57. L'ideogramma del drago (竜りゅうの字じ?, Ryū no Ji) - 58. Polverizzare cento demoni (百鬼粉ふん砕さい?, Hyakki Funsai) - 59. Gravitazione (引いん力りょく?, Inryoku) - 60. L'incarnazione della tolleranza (包ほう容よう力りょくの権ごん化げ?, Hōyō-ryoku no Gonge) - 61. Barlume (煌きらめき?, Kirameki) - 62. Ali nere (黒くろの両りょう翼よく?, Kuro no Ryōyoku) |                        |
| 8  | 17 febbraio 2020 | ISBN 978-4-06-517888-1 |
| 8  | Capitoli (traduzioni letterali dei titoli) - 63. Spia (間かん者じゃ?, Kanja) - 64. Giustizia e ricompensa ((大たい義ぎと恩おん賞しょう?, Taigi to Onshō) - 65. Lacrime di pietra ((大たい義ぎと恩おん賞しょう?, Taigi to Onshō) - 66. La provvidenza della riproduzione (生せい殖しょくの摂せつ理り?, Seishoku no Setsuri) - 67. Gioia suprema (無む上じょうの喜よろこび?, Mujō no Yorokobi) - 68. Il mantello del dio della guerra (軍ぐん神しん闘とう衣い?, Gunshin Tōi) - 69. "Infection" (感かん染せん?, Kansen) - 70. "God-Summoning" (神かみの召しょう喚かん?, Kami no Shōkan) - 71. "Father and Daughter" (父ちちと娘むすめ?, Chichi to Musume) - 72. "Demon Child" (鬼おにの子こ?, Oni no Ko)            |                        |
| 9  | 15 maggio 2020 | ISBN 978-4-06-518686-2 |
| 9  | Capitoli (traduzioni letterali dei titoli) - 73. I ricordi della pietra (石いしの記き憶おく?, Ishi no Kioku) - 74. Tempo di ritirarsi (引ひき際ぎわ?, Hikigiwa) - 75. Il dio della spada (刀とう神しん?, Tōshin) - 76. Il sangue della speranza (希き望ぼうの血けつ液えき?, Kibō no Ketsueki) - 77. Per questo non possiamo ritirarci (退ひけない訳わけ?, Hike nai Wake) - 78. Cacofonia (不ふ協きょう和わ音おん?, Fukyōwaon) - 79. Duello strategico (軍ぐん師し対たい決けつ?, Gunshi Taiketsu) - 80. La battaglia dell'inganno (化かし合い?, Bakashi Ai) - 81. Sirius Iron Kick (天狼鉄刀?, Tenrō Tettō) - 82. La tigre e il cane (虎と犬?, Tora to Inu) - 83. Saltando sulle ombre (疑心暗鬼?, Gishin Anki)   |                        |
| 10 | 17 agosto 2020 | ISBN 978-4-06-519307-5 |
| 10 | Capitoli (traduzioni letterali dei titoli) - 84. Cos'è stato affidato (託されたもの?, Takusareta mono) - 85. Lama rossa di prima classe (赤刀一位?, Sekitō Ichi no Kurai) - 86. Chirurgia del filo d'oro (金糸執刀?, Kinshi Shittō) - 87. Gravato con la squadra (団を背負う?, Dan o Seou) - 88. Ignoranza (無明?, Mumyō) - 89. Anima di diamante (金剛石の魂?, Kongōseki no Tamashī) - 90. Come un dio demone (鬼神の如く?, Kishin no Gotoku) - 91. La lama blu definitiva (青刀の極み?, Seitō no Kiwami) - 92. Con il mio solo potere (自分の力で?, Jibun no Chikara de) - 93. Prova dell'esistenza (存在証明?, Sonzai Shōmei)                                                                                 |                        |
| 11 | 17 novembre 2020 | ISBN 978-4-06-520599-0 |
| 11 | Capitoli (traduzioni letterali dei titoli) - 94. Cosa posso fare (自分にできること?, Jibun ni Dekiru Koto) - 95. Fusione (融合体?, Yūgōtai) - 96. La regola della lama rossa (赤刀の役目?, Sekitō no Yakume) - 97. Questa volta farò... (今度は俺が?, Kondo wa Ore ga) - 98. Ripartenza (再起動?, Seikidō) - 99. Il collasso di Shimazu (島津決裂?, Shimazu Ketsuretsu) - 100. Akihiro e il pedone tattico (秋弘と陣駒?, Akihiro to Jinkoma) - 101. Il dovere di una lama rossa (赤刀の責務?, Sekitō no Sekimu) - 102. La maledizione rossa (赤の呪縛?, Aka no Jubaku) - 103. Bilancia (天秤?, Tenbin) |                        |
| 12 | 17 marzo 2021 | ISBN 978-4-06-521636-1 |
| 13 | 6 agosto 2021 | ISBN 978-4-06-524468-5 |
| 14 | 7 gennaio 2022 | ISBN 978-4-06-526587-1 |
| 15 | 9 marzo 2022 | ISBN 978-4-06-527267-1 |
| 16 | 9 luglio 2022 | ISBN 978-4-06-528380-6 |
| 17 | 9 novembre 2022 | ISBN 978-4-06-529399-7 |
| 18 | 9 marzo 2023 | ISBN 978-4-06-530912-4 |
| 19 | 7 luglio 2023 | ISBN 978-4-06-532167-6 |
| 20 | 7 dicembre 2023 | ISBN 978-4-06-533505-5 |
| 21 | 9 maggio 2024 | ISBN 978-4-06-535161-1 |

### Anime

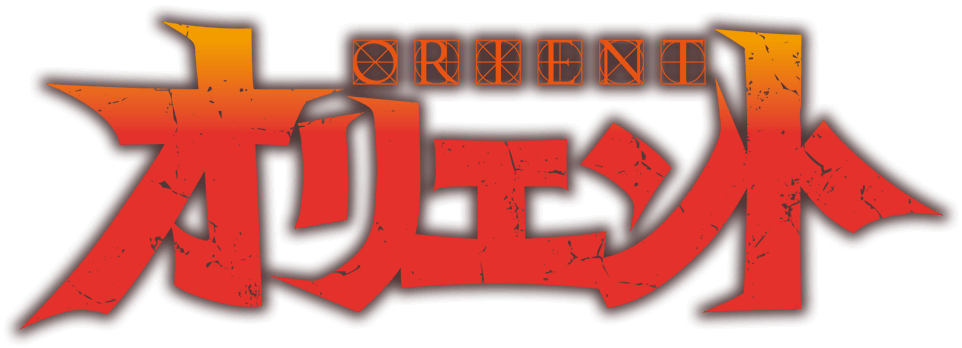
Logo della serie animata

Il 3 gennaio 2021 è stato annunciato un adattamento anime che venne trasmesso in Giappone su TV Tokyo e AT-X dal 6 gennaio al 27 settembre 2022 e pubblicato in simulcast nel resto del mondo su Crunchyroll. L'anime è diretto da Tetsuya Yanagisawa e sceneggiato da Mariko Kunisawa per lo studio A.C.G.T. Il character design è stato affidato a Takahiro Kishida e la colonna sonora a Hideyuki Fukasawa.
I primi 12 episodi sono stati trasmessi dal 6 gennaio al 24 marzo 2022 e adottano le sigle Break out dei Da-iCE e Naniiro (ナニイロ?) di Wataru Hatano, rispettivamente in apertura e in chiusura. La seconda parte della prima stagione, comprendente i restanti 12 episodi, è stata trasmessa dal 12 luglio al 27 settembre 2022 e adatta l'arco narrativo Awajishima Gekitō-hen (淡路島激闘編? lett. "La feroce battaglia dell'isola di Awaji"); in questi episodi la sigla di apertura è Break it down di Sōta Hanamura (dei Da-iCE) e Lil' Fang (dele Faky), mentre la sigla di chiusura è Irochigai no Itotaba (色違いの糸束?) di Gakuto Kajiwara.

#### Episodi
| Nº                         | Titolo italiano Giapponese 「Kanji」 - Rōmaji                                               | In onda           | In onda |
| Nº                         | Titolo italiano Giapponese 「Kanji」 - Rōmaji                                               | Giapponese        |         |
| Prima parte (12 episodi)   |                                                                                             |                   |         |
| 1                          | Musashi e Kojiro 「武蔵と小次郎」 - Musashi to Kojirō                                       | 6 gennaio 2022    |         |
| 2                          | L'orgoglio di un Bushi 「武士の誇り」 - Bushi no hokori                                     | 13 gennaio 2022   |         |
| 3                          | Il mondo esterno 「外の世界」 - Soto no sekai                                               | 20 gennaio 2022   |         |
| 4                          | La squadra Bushi Kosameda 「小雨田武士団」 - Kosameda bushidan                              | 27 gennaio 2022   |         |
| 5                          | Scegliere il futuro 「明日を選ぶ」 - Ashita o erabu                                         | 3 febbraio 2022   |         |
| 6                          | Sempre più forti 「もっと強く」 - Motto tsuyoku                                             | 10 febbraio 2022  |         |
| 7                          | Non puoi sopravvivere sott'acqua 「水の中では生きられない」 - Mizu no naka de wa ikirarenai | 17 febbraio 2022  |         |
| 8                          | La Dea Ossidiana 「黒曜の女神」 - Kokuyō no megami                                          | 24 febbraio 2022  |         |
| 9                          | Lo stile di vita di un Bushi 「武士の生き方」 - Bushi no ikikata                            | 3 marzo 2022      |         |
| 10                         | Il potere della Dea 「女神の力」 - Megami no chikara                                        | 10 marzo 2022     |         |
| 11                         | Ciò che risiede in una spada 「刀に宿るもの」 - Katana ni yadoru mono                       | 24 marzo 2022     |         |
| 12                         | Dove conduce questa strada 「この道の先に」 - Kono michi no saki ni                         | 24 marzo 2022     |         |
| Seconda parte (12 episodi) |                                                                                             |                   |         |
| 13                         | La squadra di Bushi Uesugi 「上杉武士団」 - Uesugi bushidan                                 | 12 luglio 2022    |         |
| 14                         | Umiliazione a bordo 「船上の屈辱」 - Senjō no kutsujoku                                     | 19 luglio 2022    |         |
| 15                         | Uguali 「間者」 - Kanja                                                                     | 26 luglio 2022    |         |
| 16                         | La veste da battaglia del dio della guerra 「軍神闘衣」 - Gunshin tōi                       | 2 agosto 2022     |         |
| 17                         | I ricordi della pietra 「石の記憶」 - Ishi no kioku                                         | 9 agosto 2022     |         |
| 18                         | Battaglia strategica 「軍師対決」 - Gunshi taiketsu                                         | 16 agosto 2022    |         |
| 19                         | Una questione di fiducia 「託されたもの」 - Taku sareta mono                                | 23 agosto 2022    |         |
| 20                         | Lasciare il segno 「存在証明」 - Sonzai shōmei                                              | 30 agosto 2022    |         |
| 21                         | Una frattura negli Shimazu 「島津決裂」 - Shimazu ketsuretsu                                | 6 settembre 2022  |         |
| 22                         | Fratelli maggiori e minori 「兄と弟」 - Ani to otōto                                        | 13 settembre 2022 |         |
| 23                         | Lo spadone della dea oscura 「黒き女神の大剣」 - Kuroki megami no taiken                    | 20 settembre 2022 |         |
| 24                         | Giuramento 「誓い」 - Chikai                                                                | 27 settembre 2022 |         |